# Mae Mo (huyện)
Mae Mo (tiếng Thái: แม่เมาะ) là một huyện (amphoe) ở phía đông của tỉnh Lampang, miền bắc Thái Lan.

## Địa lý
Các huyện giáp ranh (từ phía nam theo chiều kim đồng hồ): Mae Tha, Mueang Lampang, Chae Hom và Ngao của tỉnh Lampang, Song và Long của tỉnh Phrae.

## Lịch sử
Tiểu huyện (king amphoe) đã được thành lập vào ngày 15 tháng 4 năm 1976, khi ba tambon Ban Dong, Chang Nuea and Na Sak đã được tách ra huyện Mueang Lampang. Đơn vị hành chính này đã được nâng cấp thành huyện vào ngày 16 tháng 7 năm 1984.

## Hành chính
Huyện này được chia ra thành 5 phó huyện (tambon), các đơn vị này lại được chia thành 37 làng (muban). Không có khu vực đô thị, có 5 Tổ chức hành chính tambon.
| STT. | Tên        | Tên Thái | Số làng | Dân số |  |
| ---- | ---------- | -------- | ------- | ------ |  |
| 1.   | Ban Dong   | บ้านดง    | 8       | 4.677  |  |
| 2.   | Na Sak     | นาสัก     | 8       | 6.261  |  |
| 3.   | Chang Nuea | จางเหนือ  | 6       | 5.336  |  |
| 4.   | Mae Mo     | แม่เมาะ   | 8       | 16.589 |  |
| 5.   | Sop Pat    | สบป้าด    | 7       | 5.905  |  |